# Bukovina és Dalmácia ortodox metropolitáinak székhelye
Bukovina és Dalmácia ortodox metropolitáinak székhelye Csernyivciben található épületegyüttes, amelyet a keleti ortodox metropolita számára építettek 1864–1882 között Josef Hlávka cseh építész tervei alapján. A székhely épületeit, amelyek ma a Csernyivci Nemzeti Egyetemhez tartoznak, 2011-ben a világörökség részévé nyilvánították. Az UNESCO értékelése szerint az épületegyüttes „kifejezi az ortodox egyház 19. századi kulturális identitását az Osztrák–Magyar Monarchiában, a vallási és kulturális tolerancia időszakában.”

## Története
Miután 1775-ben a Habsburg Birodalom bekebelezte Bukovinát, 1782-ben a moldvai és bukovinai ortodox püspökség székhelyét Radócról Csernovicba tették át. A tartományi katonai igazgatás sietve székhelyet épített Dosoftei Herescu püspök számára. Az 1783-ban elkészült épület elég kopottas volt, kicsi és alacsony szobákkal és egy téglapadlózatú kis kápolnával. A nedvesség miatt az épület elgombásodott, és egyik része 1790-ben leomlott, a másik részét pedig elbontották. Így Herescu püspök és utódai, Daniil Vlahovici, Isaia Băloșescu és egy ideig Eugenie Hacman, kénytelenek voltak bérelt ingatlanba költözni. 1851–1852-ben Hacman püspök több feljegyzést küldött a lembergi hatóságoknak, felpanaszolva a méltatlan helyzetet. 1860-ban a vallásügyi minisztérium versenyt hirdetett az új püspöki székhely építészének kiválasztására; a megbízást Josef Hlávka cseh építész nyerte el.
A tervezés során Hlávka tanulmányozta a tartomány építészeti hagyományait, és 1866-ban közzétett egy cikket a bukovinai görögkeleti egyházi építészetől. Hlávka terve nem csak a püspöki palotát, tartalmazták, hanem az igazgatási épületek, gyűléstermeket, egy könyvtárat, egy kórusiskolát, egy egyházművészeti múzeumot és egy kápolnát is.
Az építkezés 1864-ben kezdődött el, de jelentős késedelmet szenvedett részben műszaki okok, részben Hlávka 1872-ben kezdődött betegsége, részben a Hlávka és a helyi hatóságok közötti egyet nem értés miatt, ami végül Hlávka lemondásához vezetett. Hlávka utódjának, Feliks Księżarskinak a hozzá nem értése további késedelmet okozott. Az épületet és a templomokat végül 1882–1883 telén szentelték fel.
Az épületek között volt egy komoly teológiai kar is, amelynek zsinati termében ratifikálták 1918. november 28-án Bukovina egyesülését Romániával. A második világháború idején az épületeket kifosztották, és súlyos tűzkárokat szenvedtek. A háború után, amikor a terület szovjet fenhatóság alá került, a teológiai kart bezárták. Az épületeket 1955-ben kezdték el restaurálni, és a város egyetemének adták át. A következő időszakban az épületeket raktárként használták, és számos freskót lefestettek. Az épület belsejének újjáalakítása, néhány eredeti vonás restaurálásával, 1957 és 1967 között történt, amikor az épületegyüttes kormányzati védelmet kapott. 1991-ben az épület bekerült a függetlenné vált Ukrajna állami jegyzékébe. 2004-től kezdve az épületet nagy mértékben felújították, végül 2011. június 28-án az UNESCO felvette a világörökségi helyszínek listájára. 2011-ben az épületet egy internetes szavazás során beválasztották Ukrajna hét csodás kastélya és palotája közé.

## Leírása
Az épületegyüttes egy kiterjedt parkban, egy 100 méter x 700 méter területű udvar három oldalán helyezkedik el; a negyedik oldalon a magas korlátokkal összekötött főkapuk állnak. Az együttes stílusa a bizánci és mór stílus keveréke, amelyet részben az Alhambra ihletett.
A kapuval szemben található a legnagyobb egyedi épület, a metropolita székhelye, amelyhez egy Szucsávai Új Szent János nagyvértanúnak szentelt kápolna is tartozik. Az épület jelenleg az egyetem Modern Nyelvek karának ad otthont. Ebben van a festett mennyezetű zsinati terem (mai neve márványterem), amelyben eredetileg az osztrák uralkodók Epaminonda Bucevschi (1843–1891) által készített arcképei álltak. Az épület további fontos helyiségei a volt metropolitai könyvtár (kék terem), egy kisebb gyűlésterem (vörös terem) és a volt metropolitai fogadószoba (zöld terem). Az UNESCO szakértői jelentése szerint a vörös terem "különlegesen gyönyörű fábólkészült ékszerdoboz, amelynek falfestményei a kínai vörös selyem kifinomult vágására hasonlítanak."
A kaputól balra található a szeminárium épülete (az együttes jobb oldali szárnya) és ennek temploma, a Három szent főpapnak szentelt templom, amelynek freskóit Karl Jobst és más művészek készítették.
Az udvar szemközti oldalán (az épületegyüttes bal szárnyán) található a korábbi kolostorépület, ahol az egyedem Földrajzi kara lakozik. Az épület óratornyát Dávid-csillagok díszítik a csernovici zsidó közösség tiszteletére, akik hozzájárultak az együttes építéséhez.
A parkban található Josef Hlávka 1937-ben állított mellszobra.

## Képek

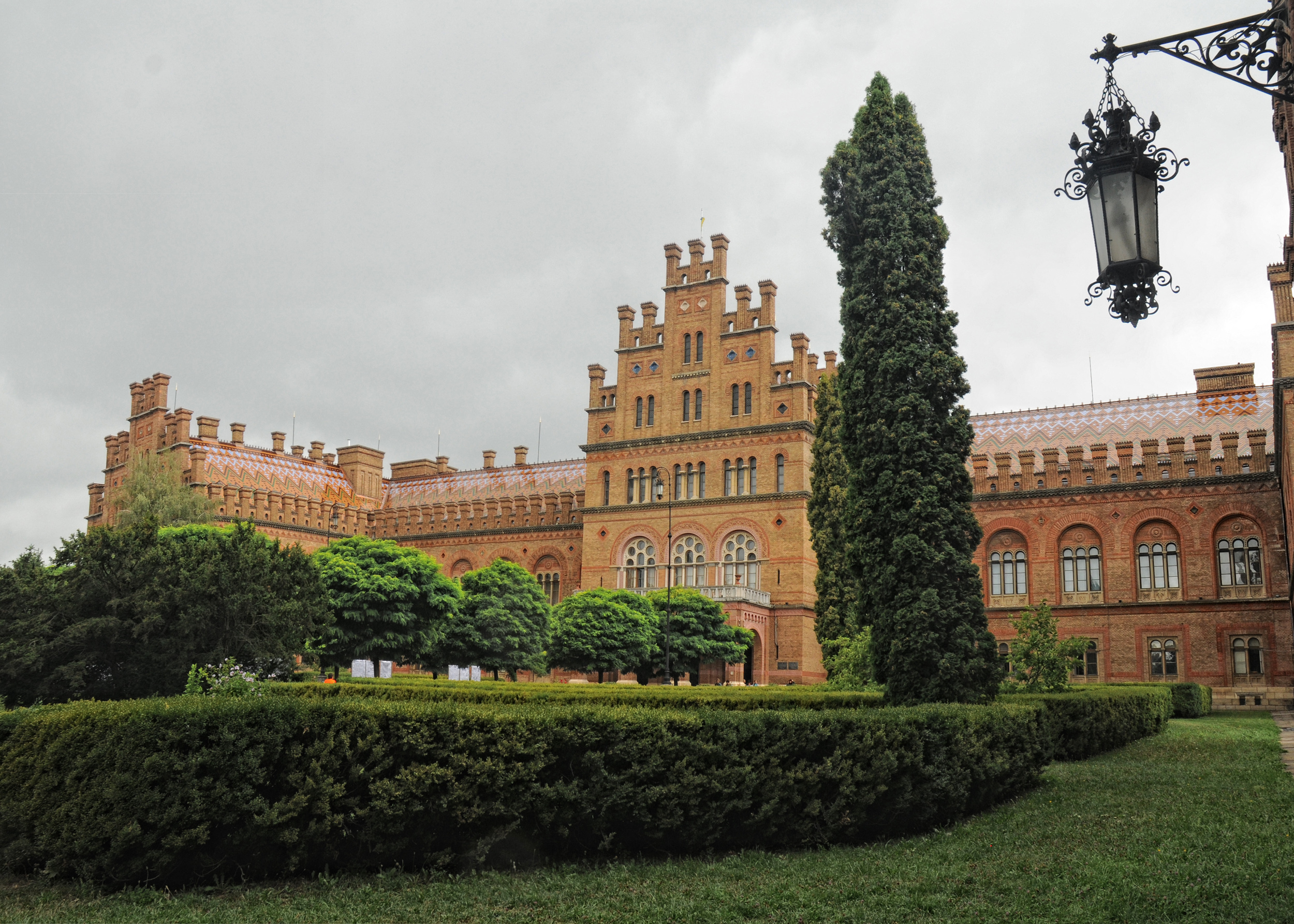
A metropolita székhelye
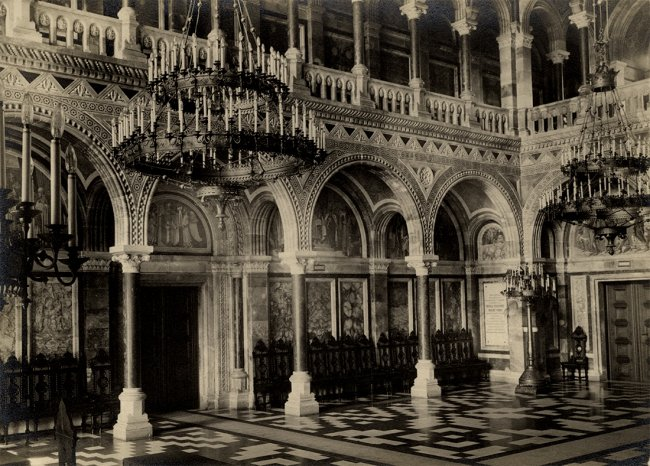
Márványterem
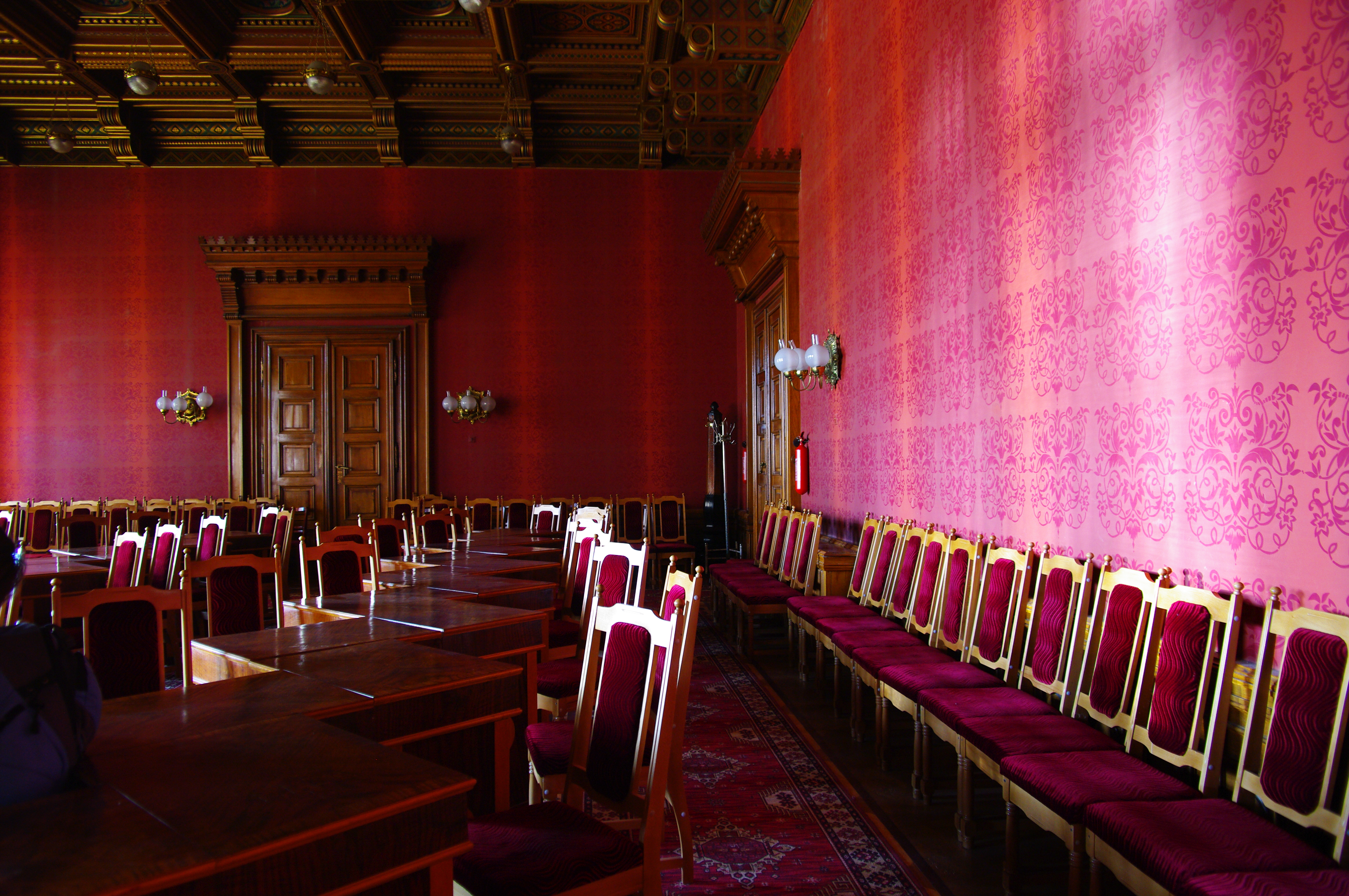
Vörös terem
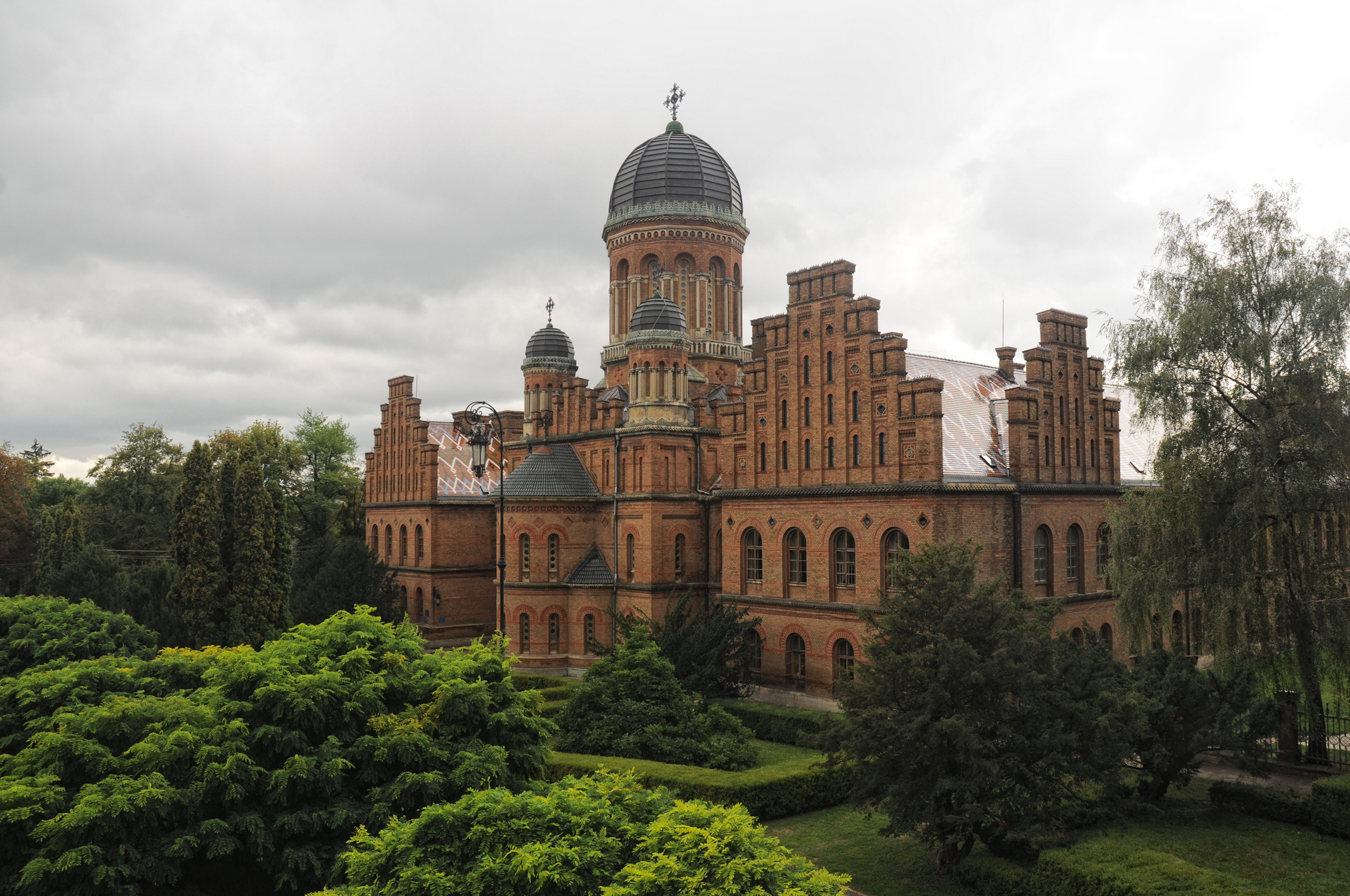
A szeminárium

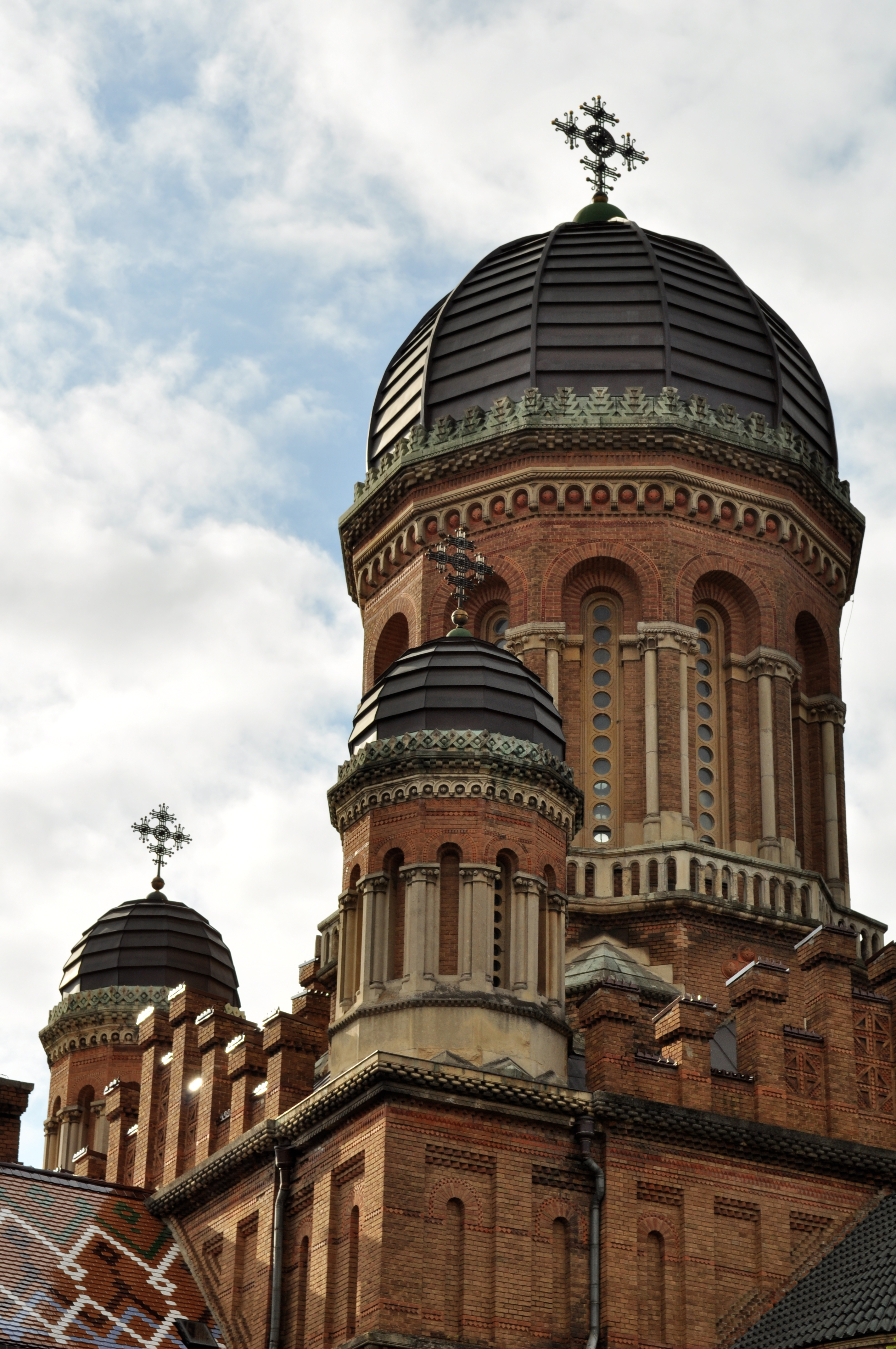
Szemináriumi templom
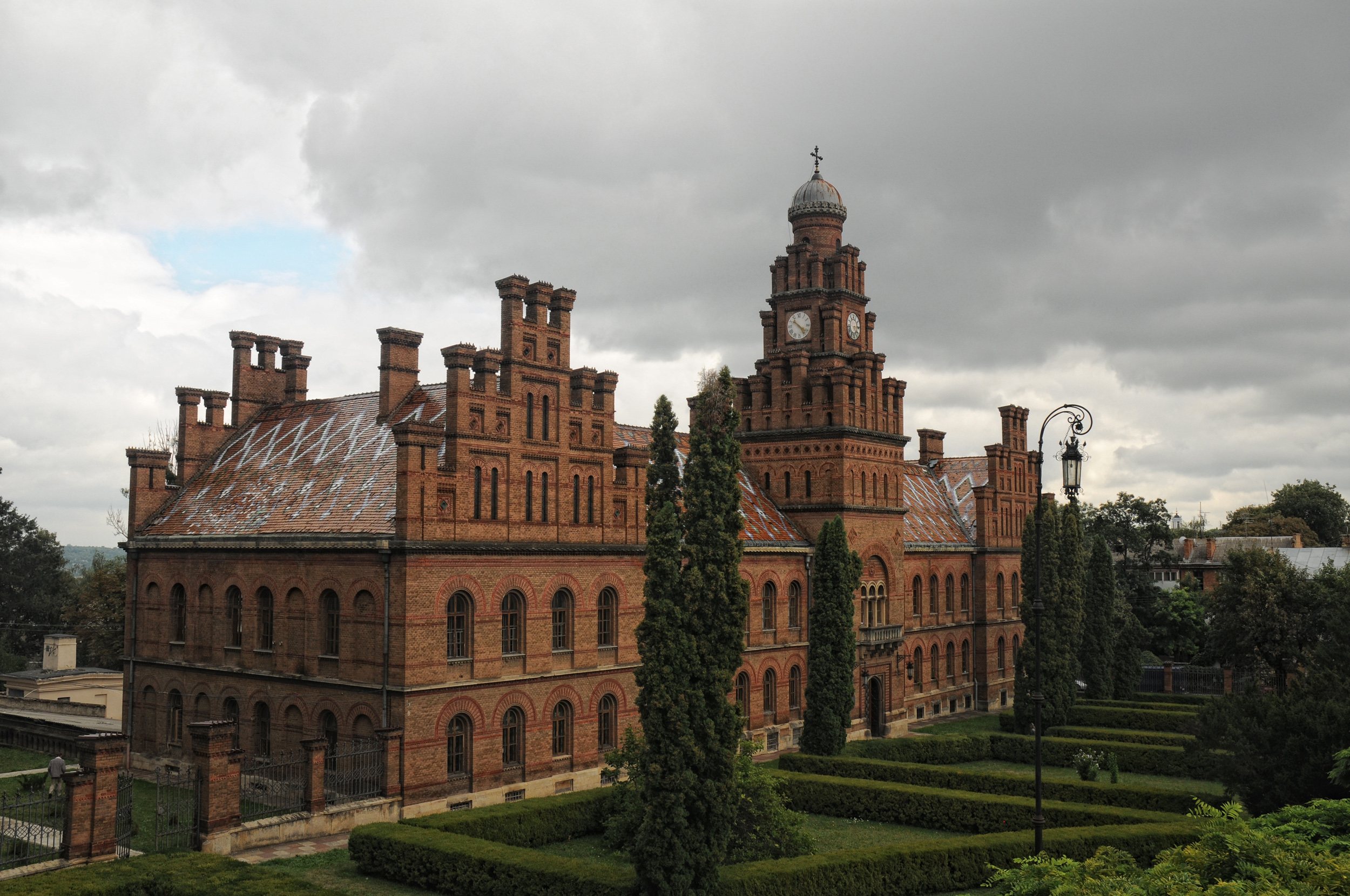
A kolostor
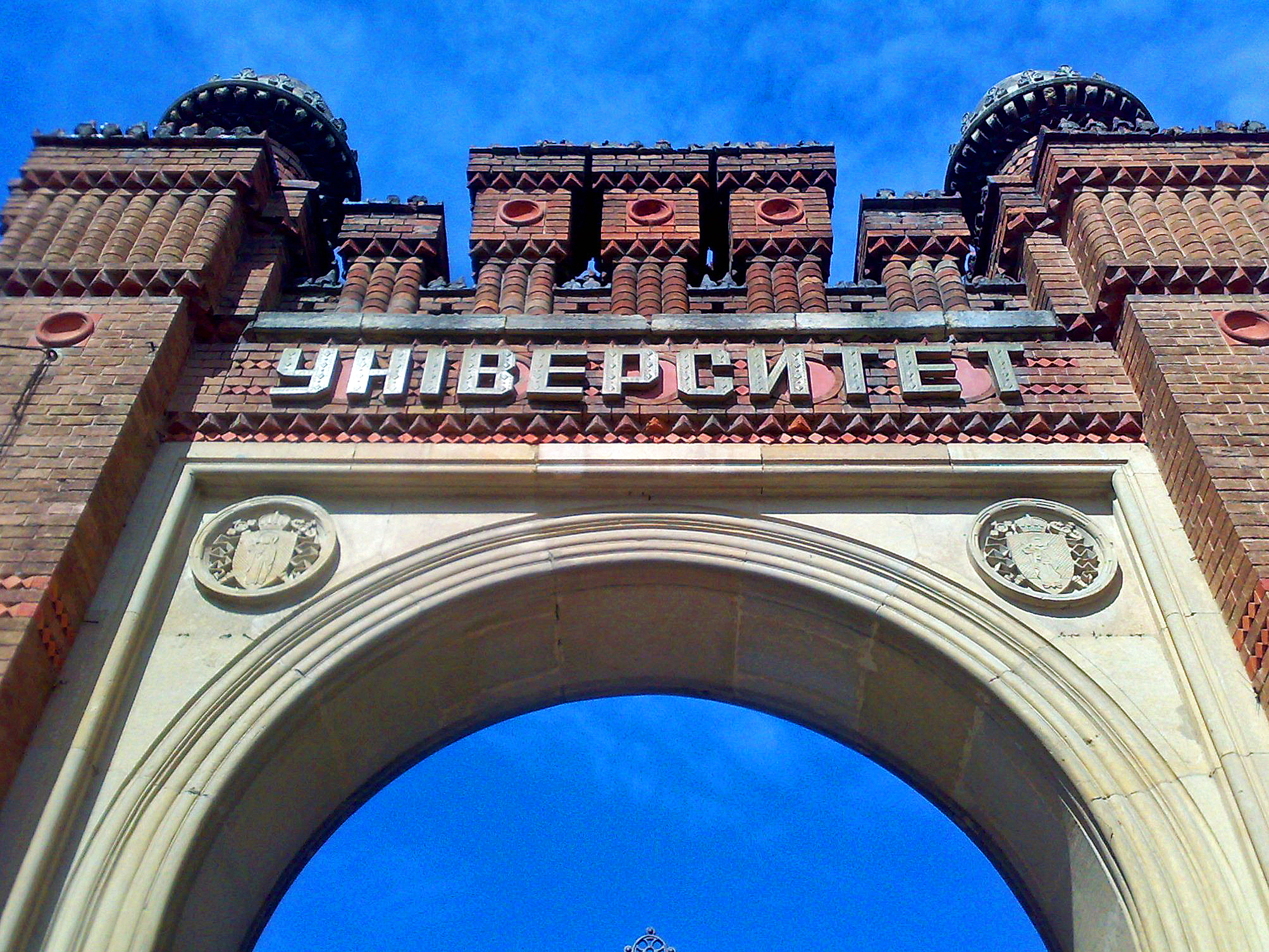
A főkapu
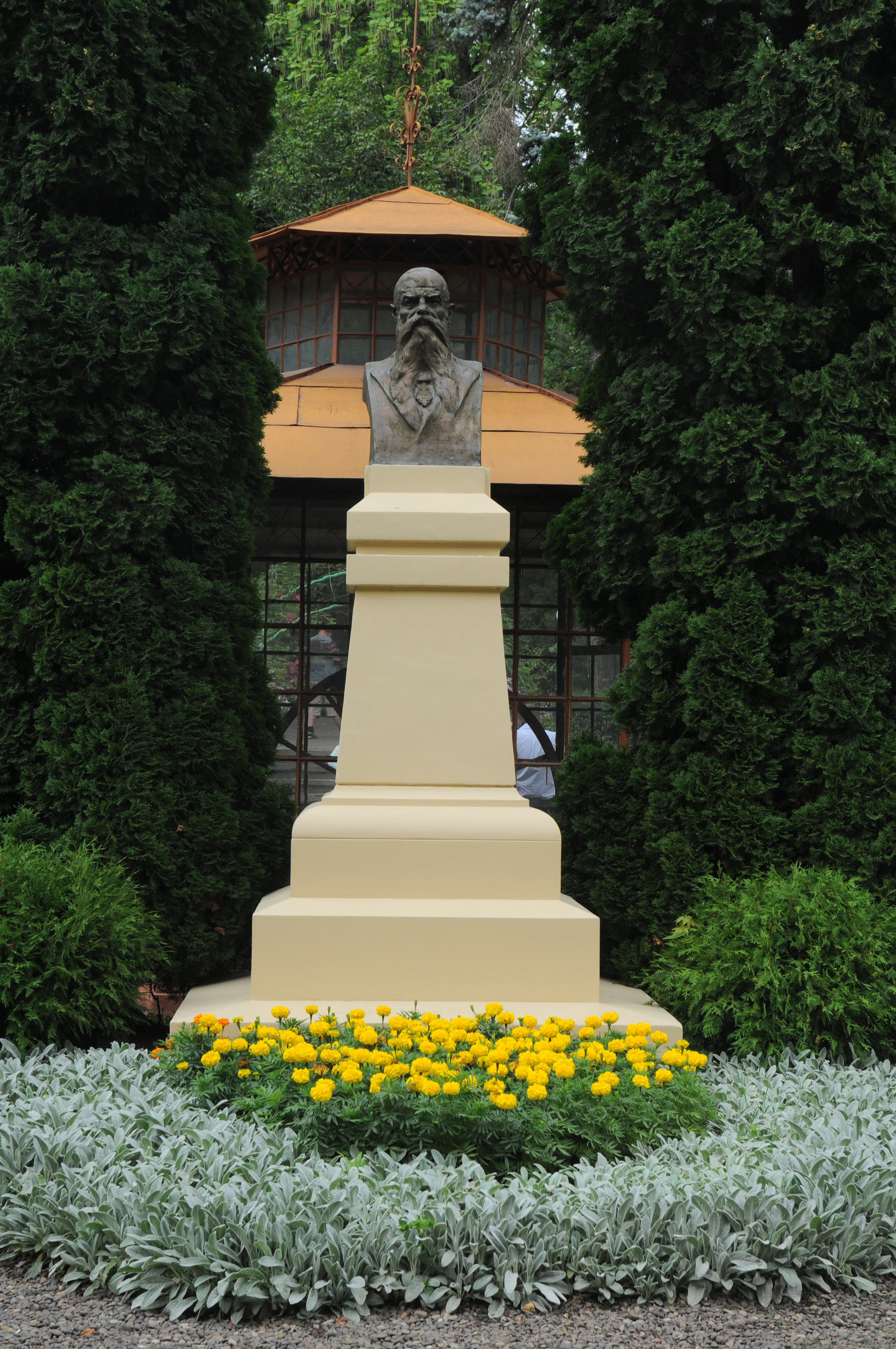
Hlávka-szobor

## Fordítás
Ez a szócikk részben vagy egészben  a   Residence of Bukovinian and Dalmatian Metropolitans című angol Wikipédia-szócikk ezen változatának fordításán alapul.  Az eredeti cikk szerkesztőit annak laptörténete sorolja fel. Ez a jelzés csupán a megfogalmazás eredetét és a szerzői jogokat jelzi, nem szolgál a cikkben szereplő információk forrásmegjelöléseként.